# Axel Tuanzebe
Axel Tuanzebe (nascut el 14 de novembre de 1997) és un futbolista professional anglès que juga com a defensa a l'Ipswich Town.
Tuanzebe es va formar al planter del Manchester United i va guanyar els premis Jimmy Murphy Young Player of the Year i Denzil Haroun Reserve Team Player of the Year. Va fer el seu debut competitiu en un partit de la FA Cup contra el Wigan Athletic el gener de 2017. Ha estat durant tres períodes cedits a l'Aston Villa i els va ajudar a guanyar l'ascens a la Premier League el 2019.
Nascut a la República Democràtica del Congo, es va traslladar a Anglaterra de jove i ha representat Anglaterra als nivells sub-19, sub-20 i sub-21.

## Carrera de club

### Manchester United

#### Primers anys
Tuanzebe va estar vinculat al planter del Manchester United des dels vuit anys. Va ser capità del conjunt juvenil guanyador de la Milk Cup el 2014. El maig de 2015, Tuanzebe va guanyar el premi Jimmy Murphy Young Player of the Year. L'entrenador de l'Acadèmia, Paul McGuinness, va recalcar que Tuanzebe va ser probablement el primer futbolista de primer any a capitanejar l'equip sub-18 des de Gary Neville.
El 31 d'octubre de 2015, a 17 anys, Tuanzebe va ser a la banqueta de substituts per a un partit contra el Crystal Palace a la Premier League, la primera vegada que formava part d'una plantilla del primer equip de la jornada.

#### Temporada 2016-17
El 29 de gener de 2017, Tuanzebe va debutar al Manchester United com a substitut al minut 68, en substitució de Timothy Fosu-Mensah en una la victòria per 4-0 a la FA Cup contra el Wigan Athletic a Old Trafford. Quatre dies després, va ampliar el seu contracte al Manchester United fins al 2020, amb opció a un any més. El 7 de maig de 2017, Tuanzebe va ser titular en un partit sènior per primera vegada, en una derrota per 2-0 contra l'Arsenal a la Premier League. Va guanyar el premi Denzil Haroun Reserve Team Player of the Year el maig de 2017.

#### Temporada 2017-18
Tuanzebe va tenir la seva primera titularitat en la temporada contra el Swansea City a la Copa EFL el 24 d'octubre de 2017, jugant un paper clau en el segon gol de la victòria per 2-0. El 5 de desembre de 2017, va debutar a Europa en una victòria per 2-1 sobre el CSKA Moscou a la UEFA Champions League.

#### Cessions a l'Aston Villa
El 25 de gener de 2018, Tuanzebe fou cedit a l'Aston Villa de la Championship durant la resta de la temporada. Tanmateix, a causa d'una lesió, només va poder jugar cinc partits abans de tornar al Manchester United. L'agost de 2018, després d'anar a la gira de pretemporada del United als Estats Units, va anar a l'Aston Villa de nou cedit per a la temporada 2018-19. Va jugar els 90 minuts complets en una victòria sobre el Derby County a la final del play-off del Campionat EFL 2019, amb la qual el Villa va aconseguir l'ascens a la Premier League.

#### Temporada 2019-20
El juliol de 2019, Tuanzebe va signar un nou contracte amb el Manchester United fins al juny de 2022, amb opció per un any addicional. Es va convertir en el jugador més jove a capitanejar l'equip del United des de Norman Whiteside el 1985, durant una victòria de la Copa EFL contra el Rochdale el setembre del 2019.

#### Temporada 2020-21
El 20 d'octubre de 2020, Tuanzebe va debutar a la Lliga de Campions de la UEFA en una victòria a domicili per 2-1 contra el Paris Saint-Germain. Va començar el seu primer partit de lliga de la temporada el 27 de gener de 2021, en una derrota a casa per 2-1 davant el Sheffield United.

#### Temporada 2021-22: cessions a l'Aston Villa i el Napoli
El 8 d'agost de 2021, Tuanzebe va signar un nou contracte de dos anys amb el Manchester United, amb l'opció d'un any addicional; aquell dia, també va acceptar unir-se a l'Aston Villa cedit per a la temporada 2021-22, el seu tercer període de préstec amb el club. El 8 de gener de 2022, Tuanzebe va ser retirat del seu préstec a l'Aston Villa i cedit a l'equip de la Sèrie A Napoli.

## Carrera internacional
Tuanzebe és elegible per representar Anglaterra o la República Democràtica del Congo a nivell internacional.
Tuanzebe va començar la seva carrera internacional el juny de 2016, quan va fer la seva primera aparició amb Anglaterra a nivell sub-19, contra Mèxic. Va ser membre de la selecció sub-20 que va guanyar els tres partits al torneig de les Quatre Nacions l'octubre de 2016. Tuanzebe va ser retirat de la selecció per a la Copa del Món Sub-20 de la FIFA 2017 a causa dels compromisos del club.
El 10 de novembre de 2017, Tuanzebe va debutar amb Anglaterra a nivell sub-21, contra Ucraïna.

## Estil de joc
La posició preferida de Tuanzebe és de central, però també pot jugar com a lateral dret i ha actuat com a migcampista. El seu estil de joc s'ha comparat amb el del seu company Eric Bailly i l'antic internacional espanyol Javi Martínez. L'actuació de Tuanzebe en el seu debut amb el primer equip en un amistós contra el Wigan Athletic el juliol de 2016 va fer que l'entrenador José Mourinho digués: "10 minuts són suficients! El potencial hi és, ho veus immediatament."

## Vida personal
Tuanzebe va néixer a Bunia, a la República Democràtica del Congo. Es va traslladar al Regne Unit amb la seva família als quatre anys. Va assistir a la St Cuthbert's RC High School a Rochdale i va ser el capità de l'equip de futbol de l'any 7 fins a la final de la Copa Nacional d'Escoles anglesa a Stamford Bridge el 2009. El mateix any, l'alcalde de Rochdale el va premiar Sports Boy of the Year. També va representar la seva escola en el fons i el triple salt. És el germà petit de l'ex davanter del Clitheroe Dimitri Tuanzebe.
El juliol de 2018, va batre el rècord mundial Guinness pel temps més ràpid per eliminar els rivals en una partida de Hungry Hungry Hippos, mentre estava a Los Angeles durant la gira de pretemporada del Manchester United.

## Palmarès
Manchester United
- UEFA Europa League: 2016–17;[40] subcampió: 2020–21[41]

Aston Villa
- Play-offs del Campionat EFL: 2019[42]

Individual
- Jimmy Murphy Jugador jove de l'any: 2014–15[43]
- Jugador de l'any de l'equip de reserva Denzil Haroun : 2016–17[44]